# 1723
Năm 1723 (số La Mã: MDCCXXIII) là một năm thường bắt đầu vào thứ Sáu trong lịch Gregory (hoặc một năm thường bắt đầu vào thứ ba của lịch Julius chậm hơn 11 ngày).